# استاد عبد الله بن خليفة
استاد عبد الله بن خليفة، المعروف أيضا باسم ملعب نادي الدحيل الرياضي، هو ملعب كرة قدم في الدوحة، قطر.
تم البدأ باعمار ملعب الدحيل في عام 2011. وانتهت المرحلة الأولى من بنائه في مايو 2012. افتتح الملعب رسمياً يوم 15 فبراير 2013 في المباراة الأولى التي تقام على الملعب وكانت ضمن منافسات دوري نجوم قطر أمام الخور. السعة الرسمية هي 10,000 متفرج ويقع الملعب في منطقة دحيل بالدوحة.

## معلومات عن الاستاد
| الاسم الكامل                           | استاد عبد الله بن خليفة بنادي الدحيل |
| الاسم المختصر                          | استاد الدحيل                         |
| العنوان                                | الدحيل، الدوحة، قطر                  |
| تاريخ الافتتاح بالهجري                 | 1434/4/5                             |
| النادي                                 | نادي الدحيل                          |
| الارضية                                | خرسانه                               |
| الطاقة الاستيعابية                     | 12,000 متفرج                         |
| أول مباراة                             | الدحيل (لخويا سابقًا) والخور 1-1      |
| أول لاعب من فريق الدحيل سجل على الملعب | دامي تراوري                          |

## نبذة عن الاستاد
استاد عبد الله بن خليفة بنادي الدحيل هو منشأة من المنشآت الجديدة في دولة قطر، يعتبره البعض تحفة الملاعب في قطر، تم بنائه خصيصا لنادي الدحيل في منطقة الدحيل لاستقبال المباريات المحلية والقارية للفريق وهو ملعب مجهز لاستضافة كل الأحداث الرياضية في كرة القدم على مستوى دولي، يتسع لــ 9,000 متفرج.

## مميزات الاستاد
يحتوي الاستاد على صالة الجمانيزيوم وغرف الساونا والجاكوزي للاعبين بالإضافة إلى الخدمات الطبية المتكاملة والتي تضم بها طواقم طبية وغرفا مجهزة بأحدث المعدات الطبية لعملية الإسعافات للرياضيين في حال حدوث أية إصابات في الملعب، وتمثل الغرف الطبية عيادة متكاملة وذلك حرصا على تطبيق المواصفات العالمية المتفردة، إضافة إلى مقصورة زجاجية غاية في الإبداع العمراني و 25 بوابة لدخول الجماهير بينها بوابة النادي الرئيسية والتي من خلالها سيكون دخول الشخصيات الـ(VIP) بينما تكون بقية المداخل للجماهير مما سيجعل الدخول والخروج من الملعب في غاية السهولة واليسر ولن يشكل أي مشكلة للجماهير وأيضاً، لم يغفل الاستاد تلبية كافة احتياجات ذوي الاحتياجات الخاصة لمتابعة المباريات حيث خصصت لهما العديد من المقاعد والمداخل والمخارج من الاستاد بكل سهولة ويسر لمتابعة المباريات ولديهم أيضا بالملعب كافة معينات حركتهم واحتياجاتهم كترحيب بهم من نادي الدحيل في أي وقت ومكانو غرف متعددة للفريقين والحكام واللاعبين والفنيين و يحتوى الملعب على 4 غرف للاعبين وذلك في حالة قيام مباراتين في اليوم الواحد في الملعب يمكن لجميع الأندية أن تحظى بغرف خاصة بها وكذلك هناك غرف منفصلة للمدربين والاجهزة الفنية وهي مكتملة الجاهزية، وأيضاً توجد غرف للحكام والمراقبين الفنيين مجهزة بكل الخدمات و تسهيلات وخدمات 5 نجوم للإعلام و في البوابة رقم 9 يوجد المدخل الخاص بالإعلاميين والصحافيين الذين ارتفعت مقصورتهم في كامل التجهيز من ناحية الوصلات الكهربائية والمقاعد الوثيرة والطاولات التي تساعد الصحافي على العمل بكل سهولة ويسر، كما يوجد بالملعب إنترنت ويرلس، بالإضافة إلى توصيلة من النت إلى الأجهزة من أجل تسهيل مهمة الإعلام الرياضي وهناك أيضاً قاعة للمؤتمرات الصحافية وقاعة خاصة بالصحافيين للاستراحة وقاعة عمل أيضا مزودة بكل الخدمات.

## مداخل الاستاد
يوجد في الاستاد خمسة وعشرين بوابة لدخول الجماهير :
- بوابة النادي الرئيسية والتي من خلالهاد بكل سهولة ويسر لمتابعة المباريات ولديهم أيضا بالملعب

## التصوير التليفزيوني في الاستاد
يحاط الاستاد بـــ ستة عشر كاميرا للتصوير التليفزيوني لنقل المباريات.

## افتتاح الاستاد
افتتح سعادة الشيخ عبد الله بن ناصر بن خليفة آل ثاني وزير الدولة للشؤون الداخلية رئيس مجلس إدارة نادي الدحيل والشيخ حمد بن خليفة بن أحمد آل ثاني رئيس اتحاد الكرة الاستاد في الساعة الرابعة والنصف من مساء يوم الجمعة الجديد الذي أطلق عليه اسم ملعب الشيخ عبد الله بن خليفة آل ثاني وسط حضور رياضي وجماهيري وتمّ تدشين الاستاد الجديد بمباراة الدحيل (لخويا سابقًا) والخور في دوري نجوم قطر في جولته السادسة عشرة كأول مباراة رسمية تقام على الملعب الذي سيكون الملعب الرئيسي لنادي الدحيل في جميع الاستحقاقات المحلية والقارية التي يكون طرفًا فيها.

## استضافات الاستاد
1. سوف يستضيف مباريات نادي الدحيل في دوري نجوم قطر
2. سوف يستضيف مباريات نادي الدحيل في دوري أبطال آسيا